# Zeugophilomedes polae
Zeugophilomedes polae is een mosselkreeftjessoort uit de familie van de Philomedidae. De wetenschappelijke naam van de soort is voor het eerst geldig gepubliceerd in 1931 door Graf.